# 培元街道
培元街道，是中华人民共和国湖南省衡陽市常宁市下辖的一个乡镇级行政单位。

## 行政区划
培元街道下辖以下地区：
城西社区、西上社区、桃江社区、大立村、塘山村、虎溪村、莲花村、两江村、黄枝村和金桥村。